# Perwez
Perwezlà một đô thị ở tỉnh Walloon Brabant. Tại thời điểm ngày 1 tháng 1 năm 2006, đô thị này có dân số 7.487 người. Tổng diện tích là 50,81 km², với mật độ 147 người trên mỗi km².